# 田中裕人
田中裕人（1990年4月26日—） 為於日本大阪府出生的足球运动员，效力於日本職業足球乙級聯賽足球會秋田藍閃電，司職中場。

## 經歷
田中裕人曾入選各級別的日本國家足球隊出戰不同賽事。2005年，入選U-15日本代表。2006年入選U-16日本代表。2007年，他入選了U-17日本代表，出戰當年在韓國舉辦得世界少年錦標賽。

2008年，田中裕人帶領大阪飛腳青年隊，在日本球會青年錦標賽中，奪得第3位。

大學時間，裕人則代表關西大學出賽。2009年，在全日本大學足球錦標賽晉身四強。到了2010年，田中裕人帶領關西大學奪得關西學生聯賽亞軍及全日本大學足球錦標賽冠軍，並入選全日本大學生隊。在2011年，入選關西學生代表隊，並在關西學生聯賽成為優秀球員。到2012年，再次入選關西學生代表隊。

2013年，加入磐田山葉。

## 曾效力球隊
青年時期球隊
- 2003年 - 2005年 大阪飛腳少年隊
- 2006年 - 2008年 大阪飛腳青年隊
- 2009年 - 2012年 關西大學

職業球隊
- 2013年 - 磐田山葉

## 個人戰歷
| 年度   | 球隊     | 聯賽 | 球衣號碼 | 聯賽 | 聯賽 | 聯賽 | 聯賽 | 聯賽杯 | 聯賽杯 | 天皇杯 | 天皇杯 | 全年合計 | 全年合計 |
| 年度   | 球隊     | 聯賽 | 球衣號碼 | J1   | J1   | J2   | J2   | 聯賽杯 | 聯賽杯 | 天皇杯 | 天皇杯 | 全年合計 | 全年合計 |
| 年度   | 球隊     | 聯賽 | 球衣號碼 | 出場 | 得分 | 出場 | 得分 | 出場   | 得分   | 出場   | 得分   | 出場     | 得分     |
| ------ | -------- | ---- | -------- | ---- | ---- | ---- | ---- | ------ | ------ | ------ | ------ | -------- | -------- |
| 2013年 | 磐田山葉 | J1   | 6        |      |      | -    | -    |        |        |        |        |          |          |
| 总数   | 总数     | 总数 | 总数     |      |      | -    | -    |        |        |        |        |          |          |

## 初次紀錄
- 日職聯初出場：
- 日職聯初入球：
- 公式戰初出場：2013年3月20日 (日本聯賽杯) - 對大宮松鼠 於 山葉體育場

## 獎項

### 球隊
大阪飛腳青年隊
- 日本球會青年錦標賽（日语：日本クラブユースサッカー選手権(U-18)大会）
  - 季軍:1次
    - 2008

關西大學
- 關西學生聯賽
  - 亞軍:1次
    - 2010
- 全日本大學足球錦標賽
  - 冠軍:1次
    - 2010

## 代表隊紀錄
- 2005年 - U-15日本代表
- 2006年 - U-16日本代表
- 2007年 - U-17日本代表
  - 世界少年錦標賽